# Richard Helms

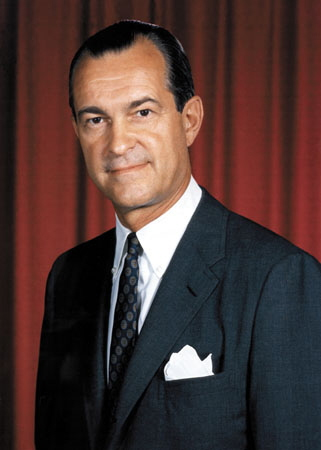
Richard Helms während seiner Zeit als CIA-Direktor

Richard McGarrah Helms (* 30. März 1913 in Philadelphia, Pennsylvania; † 23. Oktober 2002 in Washington, D.C.) war ein US-amerikanischer Geheimdienstfunktionär, der 1966 bis 1973 als Director of Central Intelligence fungierte. Unter seine Verantwortung fallen unter anderem die Zerstörung eines großen Teils der Aufzeichnungen zum MKULTRA-Projekt sowie die US-Intervention in Chile Anfang der 1970er-Jahre.

## Leben
Richard Helms wuchs in South Orange, New Jersey auf. Er entstammte väterlicherseits einer deutschen Familie aus Sudwalde in Niedersachsen. Sein Vater, Herman Henry Helms, war der Sohn deutscher Einwanderer aus dieser Region. Helms absolvierte zudem eine Schulbildung in der Schweiz und in Deutschland, was ihm fließende Deutschkenntnisse vermittelte. Nachdem er seine Schullaufbahn am renommierten Williams College in Williamstown (Massachusetts) abgeschlossen hatte, wurde er von der Nachrichtenagentur United Press als Reporter nach Berlin geschickt, von wo er über die Olympischen Spiele berichtete. Als seinen größten journalistischen Scoop bezeichnete er später ein Interview mit Adolf Hitler. Während des Zweiten Weltkrieges war Helms bei der United States Navy beschäftigt, bis er 1943 auf Grund seiner Deutschkenntnisse, die er im Schweizer Internat Le Rosey erworben hatte, zum Office of Strategic Services kam. Nach weiteren Stationen in Unterorganisationen der CIA, die ihn unter anderem Anfang der 60er Jahre nach Vietnam führten, wurde er 1966 Direktor der CIA. Damit war er der erste Spion, der dieses Amt ausübte. 1973 ersetzte Präsident Nixon Helms durch James R. Schlesinger, angeblich weil [Helms] sich geweigert hatte, den Einbruch in das Watergate-Hotel, also in das Wahlhauptquartier der Demokraten, unter dem Deckmantel einer CIA-Operation laufen zu lassen. Er wurde von Nixon als Botschafter in den Iran versetzt, wo er bis 1976 blieb. 1977 wurde er wegen Falschaussage vor dem Kongress in der Befragung zur Rolle der CIA beim Putsch in Chile 1973 zu zwei Jahren Haft auf Bewährung verurteilt. Später arbeitete er als Berater für Unternehmen, die im Ausland investieren wollten.
Angehörige des chilenischen Generals René Schneider, der 1970 von Gegnern Salvador Allendes ermordet worden war, reichten 2001 eine Klage gegen Helms, Henry Kissinger und weitere angeblich in die Ermordung verwickelte Personen ein; die Klage wurde abgewiesen. Der an multiplem Myelom leidende Helms starb 2002 im Alter von 89 Jahren. Seine letzte Ruhestätte ist der Nationalfriedhof Arlington.
Er war zweimal verheiratet und hatte einen Sohn aus erster Ehe. Postum wurde 2003 das gemeinsam mit William Hood geschriebene Buch A Look Over My Shoulder: A Life in the Central Intelligence Agency von Random House veröffentlicht.